# Eupetersia
Eupetersia är ett släkte av bin. Eupetersia ingår i familjen vägbin.

## Dottertaxa tillEupetersia, i alfabetisk ordning[1]
- Eupetersia angavokely
- Eupetersia arnoldi
- Eupetersia atra
- Eupetersia atrocoerulea
- Eupetersia bequaerti
- Eupetersia clypeata
- Eupetersia coerulea
- Eupetersia constricta
- Eupetersia emini
- Eupetersia guillarmodi
- Eupetersia lasurea
- Eupetersia lettowvorbecki
- Eupetersia macrocephala
- Eupetersia mandibulata
- Eupetersia neavei
- Eupetersia paradoxa
- Eupetersia picea
- Eupetersia plumosa
- Eupetersia reticulata
- Eupetersia robusta
- Eupetersia ruficauda
- Eupetersia ruficrus
- Eupetersia rufipes
- Eupetersia sakalava
- Eupetersia scotti
- Eupetersia seyrigi
- Eupetersia similis
- Eupetersia subcoerulea
- Eupetersia violacea
- Eupetersia wissmanni